# Фернандо Ромео Лукас Гарсія
Фернандо Ромео Лукас Гарсія (ісп. Fernando Romeo Lucas García) (4 липня 1924 — 27 травня 2006) — гватемальський політик, президент країни з липня 1978 до березня 1982 року.

## Життєпис
1947 вступив на військову службу та до 1973 року став міністром оборони.
У 1958–1963 роках був членом Конгресу.
На президентські вибори 5 березня 1978 року не з'явились 60% виборців, а ще 20% на знак протесту порвали бюлетені. Зрештою ніхто не набрав необхідної кількості голосів, і Конгрес затвердив Лукаса Гарсію президентом.
1982 року за кілька місяців до завершення терміну повноважень був усунутий від влади генералом Ріосом Монттом.